# Avenue Myron-Herrick
L'avenue Myron-Herrick est une voie du 8e arrondissement de Paris, en France.

## Situation et accès

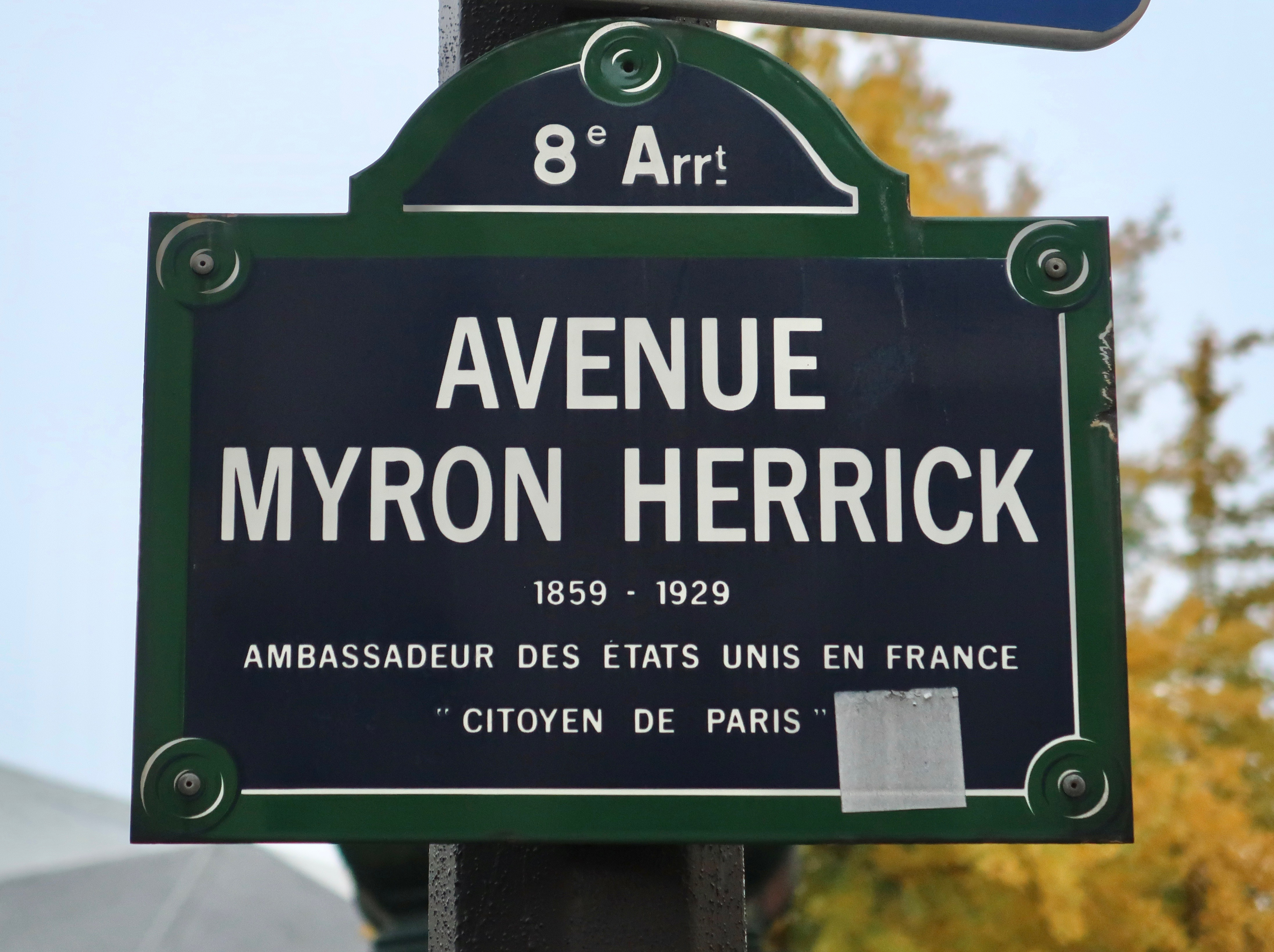
Plaque de rue.

L'avenue Myron-Herrick est une voie publique située dans le 8e arrondissement de Paris. Elle débute au 162, rue du Faubourg-Saint-Honoré et se termine au 25, rue de Courcelles.
Le quartier est desservi par la ligne 9, à la station Saint-Philippe du Roule.
En 2021, le prix moyen du m2 sur l’avenue se situe dans une fourchette comprise entre 9 313 € et 19 439 €, avec un prix moyen de 12 140 €.

## Origine du nom

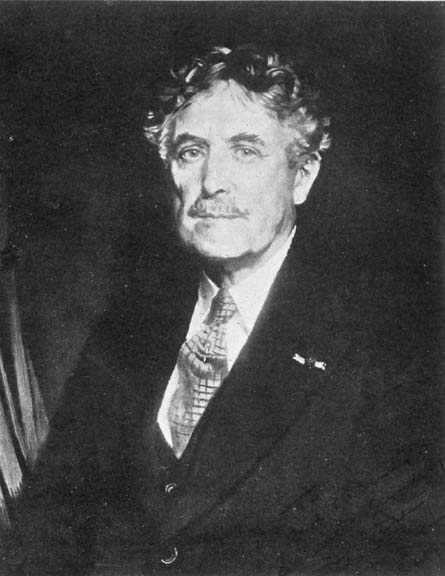
Myron Timothy Herrick.

Elle est dédiée à Myron Timothy Herrick (1854-1929), ambassadeur des États-Unis en France de 1912 à 1914, puis de 1921 à 1929, citoyen d'honneur de la Ville de Paris.

## Historique
Cette rue ouverte le 24 octobre 1936 a été dénommée « avenue Myron T. Herrick » en 1938, avant de prendre le nom d'« avenue Myron-Herrick » le 6 mars 1992.
En janvier 1939, la presse annonce l’ouverture prochaine de l’avenue sur la place Chassaigne-Goyon, elle-même inaugurée en 1937, et publie la photo d’un groupe d’immeubles en cours de destruction aux nos 156-162 du faubourg Saint-Honoré.

## Bâtiments remarquables et lieux de mémoire
- Église Saint-Philippe-du-Roule, au no 8.